# 球花藜
球花藜（学名：Chenopodium foliosum）是苋科藜属的植物。分布于欧洲、非洲、中亚以及中国大陆的西藏、甘肃、新疆等地，生长于海拔1,700米至3,300米的地区，多生长于林缘、山坡湿地或沟谷，目前尚未由人工引种栽培。

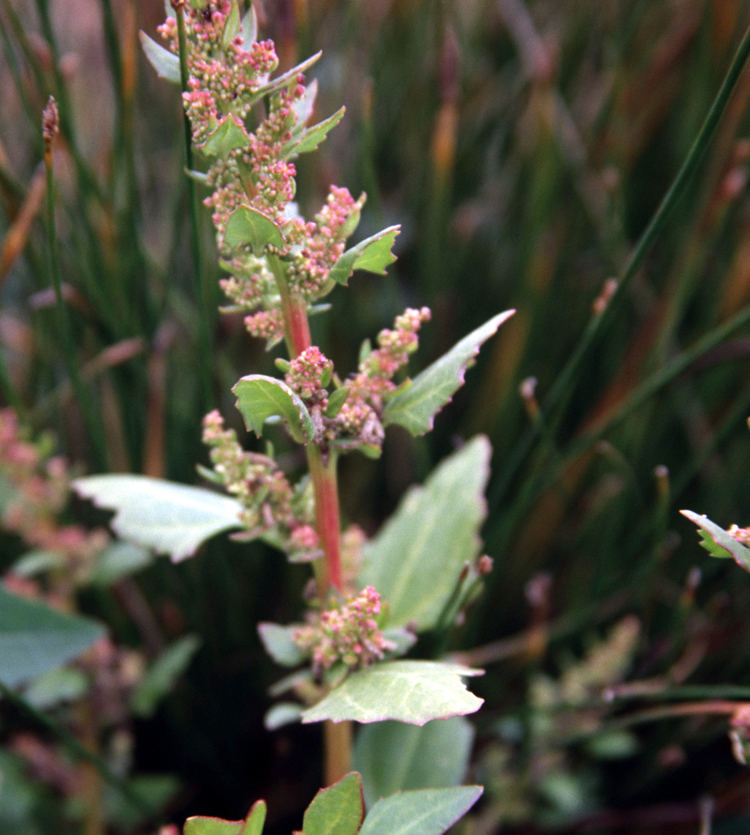